# Bernard Smith (politiker)
Bernard Smith, född 5 juli 1776 i Morristown i New Jersey, död 16 juli 1835 i Little Rock i Arkansasterritoriet, var en amerikansk politiker (demokrat-republikan). Han var ledamot av USA:s representanthus 1819–1821.
Smith tjänstgjorde som postmästare i New Brunswick 1810–1819. Efter en mandatperiod i representanthuset ställde han inte upp till omval. Från och med 1825 tjänstgjorde han som indianagent i Arkansasterritoriet.
Smiths grav finns på Mount Holly Cemetery i Little Rock.